# 9-я эскадра подводных лодок
9-я эскадра подводных лодок (9 ЭскПЛ) — оперативно-тактическое объединение подводных лодок Северного флота ВМФ СССР, существовавшее в 1961—1994 годах. В разное время состояла из бригад дизель-электрических подводных лодок и дивизий атомных подводных лодок, базировавшихся на Видяево — Ура-губу и Ара-губу. В 1994 году преобразована в Видяевский район базирования.

## История

### 7-я дивизия
В 1958 году была сформирована 7-я дивизия подводных лодок, включившая 162-ю отдельную и 297-ю бригады подводных лодок, базирующиеся на Ура-губу.

### 9-я эскадра
15 июля 1961 года 7-я дивизия переформирована в 9-ю эскадру, объединявшую все соединения подводных лодок, базировавшиеся на Видяево. В 1994 году 9-я эскадра была переформирована в Видяевский район базирования сил флота. Остававшиеся в составе две дивизии были объединены в 7-ю дивизию подводных лодок, которая по состоянию на 2025 год продолжает базироваться на Видяево.

## Состав
В разное время 9-я эскадра имела в своём составе следующие соединения:
- 162-я бригада подводных лодок (1961—1966) — передана в 17-ю ДиПЛ (Гремиха).
- 297-я бригада подводных лодок (1961—?) — дата расформирования требует уточнения.
- 42-я бригада подводных лодок (1975—1982) — базировалась в Лиинахамари, до 1975 отдельная, после 1982 — в составе Кольской флотилии.
- 49-я бригада подводных лодок (1961—1991);
- 35-я дивизия подводных лодок (1969—1990) — дивизия ракетных ПЛ проекта 651, передана из 1-й ФлПЛ и переведена из губы Лопаткина, расформирована в 1990 году;
- 7-я дивизия подводных лодок (1982—1994) — дивизия атомных подводных лодок, передана из 1-й ФлПЛ;
- 50-я дивизия подводных лодок (1984—1992) — дивизия АПЛ проекта 675МКВ с крылатыми ракетами П-1000 «Вулкан»;
- 6-я дивизия подводных лодок (1991—1994) — «титановая» дивизия;
- 346 дивизион подводных лодок отстоя.

## Командиры
- 1961—1962: Гришин, Фёдор Никитович;
- 1962—1964: Бодаревский Юрий Сергеевич;
- 1964—1969: Кабанов Иван Петрович;
- 1969—1971: Дронин, Пётр Степанович;
- 1971—1973: Самойлов Владимир Александрович;
- 1973—1976: Миронов Сергей Анатольевич;
- 1976—1982: Егоров Геннадий Васильевич;
- 1982—1987: Калашников Владимир Алексеевич;
- 1987—1994: Шевченко Анатолий Иванович.

Начальники штаба
- 1961—1962: Бодаревский Юрий Сергеевич;
- 1962—1965: Романенко Пётр Николаевич;
- 1965—1969: Булыгин Анатолий Федорович;
- 1969—1971: Самойлов Владимир Александрович;
- 1971—1973: Миронов Сергей Анатольевич;
- 1973—1980: Малярчук Виктор Степанович;
- 1981—1987: Дерюгин Геннадий Александрович;
- 1987—1989: Бусырев Валерий Михайлович;
- 1989—1994: Ермаков Николай Васильевич.